# Incoronazione della Vergine (Cavagna)
Incoronazione della Vergine è un dipinto con pittura a fresco eseguito dal bergamasco Gian Paolo Cavagna ospitato nell'oculo della cupola della basilica di Santa Maria Maggiore di Bergamo, con la raffigurazione dell'incoronazione della Vergine, e di angeli musicanti dipinto a completamento dell'intradosso.

## Storia
La grande cupola della basilica mariana realizzata su progetto dell'architetto Francesco Maria Richini nel 1614, richiedeva di essere terminata con la decorazione. La congregazione della Misericordia Maggiore che gestiva la basilica, fece un bando pubblico al quale parteciparono i pittori che nei primi anni del Seicento erano tra i più importanti della città orobica: Enea Salmeggia che aveva già realizzato dipinti per la chiesa, come l'Adorazione dei Magi nel 1595, ma che stava vivendo un periodo di importanti commissioni a Milano, Giovan Paolo Cavagna, che aveva eseguito altri lavori per la medesima chiesa, tra i quali l'importante tela posta nel catino absidale raffigurante la Madonna Assunta con angeli nel 1592, e la Natività, e Francesco Zucco.
I sindaci della congregazione MIA firmarono con i pittori il 1º ottobre 1615, un contratto che chiedeva la realizzazione di disegni e cartoni preparatori per il colmo della cupola raffiguranti la Santissima Trinità che incorona la Vergine. La commissione riportava la specifica che entrambi avrebbe eseguito l'opera e sarebbe stata la sorte a decidere quale parte dell'affresco, che sarebbe stato diviso in due, sarebbe loro toccata. Dovevano però i pittori presentare disegni preparatori che sarebbero stati valutati da periti esterni. Questa cosa non piacque al Salmeggia che inviò una lettera alla congregazione quindici giorni dopo la nomina:
(Simone Facchinetti, Cavagna)
Sebbene Cavagna fosse rimasto l'unico artista a partecipare, non fu sicuramente facile ottenere il permesso alla sua realizzazione, la congregazione voleva comunque visionare i disegni preparatori, “grandi e piccoli” e darne il consenso per la loro riproduzione. Tutti questi disegni non sono più reperibili. A testimonianza rimane la lamentela che fece l'artista: “bastando a me un sol disegno, pere indirizzo mio, non mi era necessario farne tanti come ho fatto di grandi e piccoli”, questo indicherebbe che l'artista preferiva lavorare direttamente sul muro, un poco come il Moroni cui l'artista più volte aveva fatto riferimento nelle sue opere.
L'artista fu pagato il 20 febbraio 1616 per la cifra di 90 scudi "per haver fatto il quadro principale della Incoronatione". Ricevette un ulteriore pagamento il 7 febbraio del 1617 di 42 lire "per haver acomodato alcune figure del quadro principale". La decorazione fu terminata nel 1616. Scriverà Cavagna a indicare la pericolosità del luogo: «a rischio della salute, poiché sopra preso più volte da febre, [l']ho trascurata per servirli"».
Più interessante è la realizzazione degli angeli musici che, secondo i pagamenti, furono eseguiti da tutti e tre gli artisti: Francesco Zucco, Enea Salmeggia e il Cavagna. L'archivio della Misericordia conserva una nota del 12 marzo che indica l'obbligo di saldare un debito al Salmeggia per "uno delli ovati della cupola", oltre che per i "modelli", un pagamento di 210 lire allo Zucco "per aver dipinto doi angeli nella cupola". L'uniformità della pittura farebbe pensare a un successivo intervento del Cavagna per limare e lievemente correggere i dipinti dei suoi colleghi, in modo da assicurare lo stesso livello qualitativo. Il Cavagna infatti chiese successivamente il pagamento di altri 70 scudi, per lavori eseguiti fuori dalla cifra precedentemente pattuita. Il ciclo pittorico fu eseguito in collaborazione con il figlio Francesco. Nel 1961 il ciclo fu oggetto di restauro da parte del restauratore Franco Steffanoni.

## Descrizione
La grande cupola presenta nella parte centrale l'immagine dell'incoronazione della Vergine da parte della santissima Trinità con la raffigurazione di Dio Padre che tiene un globo nella mano sinistra mentre compie un gesto benedicente con la destra; questo è avvolto da una forte luce che termina con l'oro di un coro di angeli. Gesù, suo Figlio, a destra dell'affresco, si presenta seduto su un trono di bianche nuvole compie l'atto di incoronare la Vergine che è posta a un livello leggermente inferiore, genuflessa con le braccia incrociate; indossa l'abito rosso, segno del dolore, ed è avvolta nel manto azzurro. Sopra di lei appare la colomba dello Spirito Santo.
La parte prosegue dall'impianto ottagonale a quattordici spicchi, dove sono raffigurati gli angeli cantoni e musicanti in cornici stuccate realizzate da artisti di Porta di Osteno. L'ampiezza della parte ha permesso la realizzazione di immagini di grandi dimensioni e con i colori accesi, che permettono la visione anche dal basso dell'aula. Il tamburo presenta la raffigurazione di dieci profeti che il Cavagna realizzò con l'aiuto del figlio.